# Tandil
Tandil è una città dell'Argentina situata nella provincia di Buenos Aires.

## Geografia fisica
Dista 160 km da Mar del Plata e 360 km da Buenos Aires. È collocata a 188 m s.l.m. Nel 2001 contava 108 109 abitanti.

### Clima
Il clima a Tandil è temperato ed umido, con una temperatura media di 13,7 °C e 888,6 mm di precipitazioni annue.
| Mese                           | Gen | Feb | Mar | Apr | Mag | Giu | Lug | Ago | Set | Ott | Nov | Dic | Anno |
| ------------------------------ | --- | --- | --- | --- | --- | --- | --- | --- | --- | --- | --- | --- | ---- |
| Temperatura massima media (°C) | 28  | 27  | 24  | 20  | 16  | 13  | 12  | 14  | 16  | 20  | 23  | 27  | 20   |
| Temperatura minima media (°C)  | 14  | 14  | 12  | 9   | 5   | 3   | 3   | 4   | 5   | 8   | 11  | 13  | 8    |